# Tantalus Creek (Canada)
Tantalus Creek est une rivière située en Colombie Britannique au Canada. Il s'agit d'un affluent du flauve Squamish.